# Mirex
Il mirex è un idrocarburo clorurato che è stato commercializzato come insetticida e successivamente bandito a causa del suo notevole impatto sull'ambiente.